# Standortältester
Standortältester (StOÄ; Bezeichnung bis 1972: Standortkommandant) ist eine Dienststellung in der Bundeswehr zur Regelung der territorialen Aufgaben im Auftrag und Sinne des Kommando Territoriale Aufgaben der Bundeswehr (KdoTerrAufgBw) innerhalb eines definierten Standortbereiches. Ein Standortbereich besteht aus einem oder mehreren Standorten (d. h. Städten oder Gemeinden mit militärischen Einrichtungen), welche eine oder mehrere militärische Liegenschaften (Kasernen, Übungs-, Schieß-, Militärflugplätze etc.) umfassen.
Der Standortälteste wird vom Kommandeur des KdoTerrAufgBw in Abstimmung mit den truppendienstlichen Vorgesetzten auf Vorschlag des Kommandeurs des zuständigen Landeskommandos (LKdo) bestellt. Im Allgemeinen wird dies der dienstgradhöchste/dienstälteste Offizier der im Standortbereich gelegenen aktiven Truppenteile und militärischen Dienststellen sein. Zu seiner Unterstützung setzt der Standortälteste Kasernenkommandanten in den sich im Standortbereich befindlichen militärischen Liegenschaften ein. Der Standortälteste regelt die Erfüllung der Aufgaben im Standortbereich. Dazu greift er unter anderem auf das Unterstützungspersonal Standortältester (UstgPers StOÄ) zurück, früher auch als Standortfeldwebel (StOFw) bezeichnet.

## Geschichte
In kleinen Garnisonen Preußens übernahm der rangälteste Befehlshaber – der Garnisonsdienstälteste – die Aufgaben des Kommandanten, der alle Beziehungen zwischen den Truppen und Zivilbehörden regelte. Der ständige oder zeitweilige Aufenthaltsort bzw. -raum von Truppen fällt unter den Begriff Standort. In der Wehrmacht setzte sich der Begriff Standortältester gegenüber der Bezeichnung Garnisonsältester durch, wobei es nach wie vor „der rangälteste Offizier im Standort“ war. Standortälteste hatten „Befehlsgewalt über die Truppen und Anstalten des Standorts“ und erließen Regelungen bzw. erteilten Weisungen für „den Standortdienst und die Verwendung der Truppen bei militärpolizeilichen Aufgaben und Notständen“. Garnisonsverwendungsfähig, abgekürzt g. v., bedeutete, dass der Soldat nach truppenärztlicher Diagnose im Standort der Heimat, g. v. H. (H. = Heimat) tauglich war oder „für den Dienst bei den Besatzungstruppen in den feindlichen Gebieten“, g. v. F. (F. = Feld).

## Aufgaben
Der Standortälteste ist Bindeglied zwischen militärischen und zivilen Behörden. Er ist in Friedenszeiten verantwortlich für die Durchführung der militärischen und territorialen Aufträge am Standort. Er koordiniert Hilfseinsätze bei Naturkatastrophen und schweren Unglücksfällen, die militärische Schadensbeseitigung, sowie den Selbst- und Brandschutz der militärischen Infrastruktur. Er ist Ansprechpartner für die eigene Truppe, zivile Bundeswehrdienststellen sowie kommunale Behörden. Der Standortälteste sichert die soldatische Ordnung, die militärische Sicherheit und ist mit verantwortlich für Presse- und Öffentlichkeitsarbeit. Er reguliert die Benutzung von Standortanlagen wie beispielsweise Standortschießanlagen oder Standortübungsplatz. Sofern er die Aufgabe nicht einem Kasernenkommandanten übertragen hat, ist er für die Erstellung von Wach- und Sicherungsplänen sowie den Einsatz der Wachdienste verantwortlich. Der Standortälteste unterrichtet regelmäßig und gegebenenfalls in Zusammenarbeit mit der Truppenübungsplatzkommandantur die Öffentlichkeit über Gefahren und Verbote auf Truppen- und sonstigen Übungsplätzen. Darüber hinaus ist er verantwortlich für die Information der Soldaten zu gesundheitlichen und sozialen Belangen. Gegenüber zivilen Behörden vertritt er die militärischen Belange der Bundeswehr. Im Rahmen der Amtshilfe unterstützt er die technische und logistische Hilfe wie etwa Zurverfügungstellung der Standortinfrastruktur.
Die Zusammenarbeit ziviler Behörden und Dienststellen mit den Standortältesten werden auf Landesebene bspw. als „Vereinbarung über Zuständigkeiten, Pflichten und Befugnisse bei Manövern und anderen Übungen der Bundeswehr“ auf Grundlage des Bundesleistungsgesetzes vereinbart.
Die Standortältesten sind Vollzugsbehörden. Sie regeln den Vollzug von Freiheitsentziehungen in eigener Zuständigkeit. Dies kann Disziplinararrest nach der Wehrdisziplinarordnung, Strafarrest nach dem Wehrstrafgesetz, Freiheitsstrafe bis zu sechs Monaten und Jugendarrest sein. Zu Vollzugsleitern werden regelmäßig die Kasernenkommandanten bestellt.